# Redmi 2
Lo  Xiaomi Redmi 2 è un smartphone prodotto da Xiaomi presentato a gennaio 2015.  È il successore del Redmi 1S.

## Specifiche

### Software
Il Redmi 2 viene fornito di serie con Android KitKat 4.4, con l'interfaccia utente MIUI 6. Il Redmi 2 viene fornito con un bootloader sbloccato di fabbrica, consentendo agli utenti di eseguire il root del dispositivo e installare un firmware personalizzato. La comunità di sviluppo del software ha distribuito molte ROM personalizzate per il dispositivo, anche diversi anni dopo l'uscita dello smartphone. Redmi 2 ha anche ottenuto le build stabili ufficiali di Resurrection Remix OS (basato su Android 7.1.2, Android 8.1), di AOKP (basato su Android 8.1), di MoKee 6, 7, 8 e 9 (quest'ultima basata su Android 9.0) e la build sperimentale di MoKee 10 (basato su Android 10).

### Hardware
Il Redmi 2 è alimentato da un chipset Qualcomm Snapdragon con CPU Quad-core con clock a 1,2 GHz e GPU Adreno 306. È dotato di 1 GB di RAM e 8 GB di spazio di archiviazione, espandibile tramite microSD.

## Redmi 2A
Il Redmi 2A è una versione più economica del Redmi 2, dal quale differisce principalmente per la presenza di un chipset Leadcore L1860C, con CPU Quad-core a 1.5 GHz e GPU Mali-T628 MP2.

## Redmi 2S
Il Redmi 2S differisce dal Redmi 2 poiché ha 2 GB di RAM e 16 GB di memoria interna espandibile, anziché 1 di RAM e 8 di memoria interna.
È stato commercializzato anche come Redmi 2 Prime a livello globale e Redmi 2 Pro per il mercato cinese.